# Conall Cremthainne
Conall Taggart (fl. V secolo) è stato un sovrano irlandese.
Era figlio di Niall dei Nove Ostaggi e uno degli antenati della dinastia degli Uí Néill. Era antenato del clan dei Cholmáin e dei Síl nÁedo Sláine.